# 貓街
《貓街》（キャットストリート）是日本漫畫家神尾葉子在《流星花園》之後另一少女漫畫作品，在集英社的《別冊Margaret》2004年8月號至2007年10月號連載，單行本共8冊。
該作品亦有被改編為電視劇，自2008年8月至10月在NHK播放，共6集。主角青山惠都由谷村美月飾演。